# Anua despecta
Anua despecta là một loài bướm đêm trong họ Erebidae.